# Arrondissement Štrasburk
Arrondissement Štrasburk (fr. Arrondissement de Strasbourg) je francouzský arrondissement ležící v departementu Bas-Rhin v regionu Grand Est. Člení se dále na 11 kantonů a 33 obcí.

## Kantony
- Brumath (část)
- Hœnheim
- Illkirch-Graffenstaden
- Lingolsheim
- Schiltigheim
- Štrasburk-1
- Štrasburk-2
- Štrasburk-3
- Štrasburk-4
- Štrasburk-5
- Štrasburk-6